# Виборчий округ 65
Виборчий округ 65 — виборчий округ в Житомирській області. В сучасному вигляді був утворений 28 квітня 2012 постановою ЦВК №82 (до цього моменту існувала інша система виборчих округів). Окружна виборча комісія цього округу розташовується в Палаці культури імені Лесі Українки за адресою м. Новоград-Волинський, пл. Лесі Українки, 9.
До складу округу входять місто Новоград-Волинський, а також Баранівський, Ємільчинський, Новоград-Волинський і Пулинський райони. Виборчий округ 65 межує з округом 153 на заході, з округом 156 і округом 155 на північному заході, з округом 64 на півночі і на північному сході, з округом 66 на сході, з округом 67 на півдні та з округом 190 на південному заході. Виборчий округ №65 складається з виборчих дільниць під номерами 180048-180100, 180226-180291, 180628-180706, 181066-181118 та 181311-181337.

## Народні депутати від округу
| Ім'я                        | Фото | Партія         | Скликання | Дата набуття повноважень | Дата припинення повноважень |
| --------------------------- | ---- | -------------- | --------- | ------------------------ | --------------------------- |
| Литвин Володимир Михайлович |      | Народна партія | 7-ме      | 12 грудня 2012           | 27 листопада 2014           |
| Литвин Володимир Михайлович |      | самовисуванець | 8-ме      | 27 листопада 2014        | 29 серпня 2019              |
| Костюк Дмитро Сергійович    |      | Слуга народу   | 9-те      | 29 серпня 2019           |                             |

## Результати виборів

### Парламентські

#### 2019
Кандидати-мажоритарники:
- Костюк Дмитро Сергійович (Слуга народу)
- Литвин Володимир Михайлович (самовисування)
- Мельник Віктор Сергійович (самовисування)
- Весельський Віктор Леонідович (самовисування)
- Романюк Сергій Вікторович (Радикальна партія)
- Оніщук Олександр Васильович (Батьківщина)
- Чорноморець Олександр Павлович (Опозиційна платформа — За життя)
- Гонгальський Олександр Миколайович (самовисування)
- Коваленко Віталій Геннадійович (самовисування)
- Дяченко Андрій Васильович (Опозиційний блок)

#### 2014
Кандидати-мажоритарники:
- Литвин Володимир Михайлович (самовисування)
- Весельський Віктор Леонідович (самовисування)
- Гончарук Віктор Васильович (Батьківщина)
- Маяцький Сергій Олександрович (самовисування)
- Бойчук Віталій Михайлович (самовисування)
- Кармазін Олександр Васильович (самовисування)
- Захарчук Олександр Вікторович (самовисування)
- Суров Сергій Вікторович (Громадянська позиція)
- Корзун Леонід Васильович (Комуністична партія України)
- Павленко Олександр Андрійович (Сильна Україна)
- Підгурський Микола Петрович (Блок лівих сил України)

#### 2012
Кандидати-мажоритарники:
- Литвин Володимир Михайлович (Народна партія)
- Француз Віталій Йосипович (Батьківщина)
- Корзун Леонід Васильович (Комуністична партія України)
- Махінов Михайло Костянтинович (самовисування)
- Волинець Сергій Володимирович (УДАР)
- Стасюк Вячеслав Іванович (самовисування)
- Пелешок Алла Анатоліївна (Нова політика)

## Явка
Явка виборців на окрузі: